# Faqīh Beyglū
Faqīh Beyglū (persiska: فَقيه بِيگلو, فقیه بیگلو) är en ort i Iran.   Den ligger i provinsen Västazarbaijan, i den nordvästra delen av landet, 600 km väster om huvudstaden Teheran. Faqīh Beyglū ligger 1 284 meter över havet och antalet invånare är 391.
Terrängen runt Faqīh Beyglū är platt åt sydost, men åt nordväst är den kuperad. Terrängen runt Faqīh Beyglū sluttar österut.Runt Faqīh Beyglū är det ganska tätbefolkat, med 185 invånare per kvadratkilometer. Närmaste större samhälle är Urmia, 13,9 km nordväst om Faqīh Beyglū. Trakten runt Faqīh Beyglū består till största delen av jordbruksmark.